# Златна бубамара популарности
Златна бубамара популарности (македонски: Златна бубамара на популарности) такође често скраћено као Златна бубамара, је македонска емисија награда за популарну културу. Организује га Радио Буба Мара и одржава се сваке године у Скопљу. Од свог оснивања 1997. године, додела награда одаје признање за највећа достигнућа године у области македонске културе и доноси награде за неколико категорија, укључујући музику, филмове, спорт, позориште и ТВ емисије, између осталог.
23. доделу, одржану на стадиону Борис Трајковски у фебруару 2020. године, гледало је 55 одсто македонске популације са којом је постала једна од најгледанијих емисија у земљи.

## Историја и позадина
Прву свечаност и инаугурацију одржао је 1997. године организатор Ранко Петровић. Додела награда одржава се сваке године у главном граду Северне Македоније, Скопљу. Водитељи емисије најчешће сатиром говоре о друштвено-политичкој ситуацији у земљи и другим свакодневним догађајима.

## Награде
Током емисије додељују се награде за најпопуларније радове у неколико категорија везаних за македонску популарну културу, укључујући достигнућа у музици, филмовима, спорту, ТВ емисијама и плесу.
На последњој церемонији учествовале су следеће категорије:
- Инклузивна позоришна плесна представа
- Најпопуларнија ТВ емисија за децу
- Вечна песма
- Певачица године
- Певач године
- Највећи хит године
- Спортска достигнућа
- Дуготрајне музичке вредности
- Позоришна представа
- Глумац године
- Глумица године
- Најпопуларнији регионални певач
- Животно дело у области музике
- Дуготрајне музичке вредности у етно музици
- Међународна награда за животно дело
- Концерт
- Животно дело у области филма
- Награда за прву трубу
- Највећи међународни успех
- Амбасадори македонске културе
- Спортски успех
- Музички продуцент
- ТВ глумица
- Најпопуларнији ТВ пројекат
- Дуготрајне вредности у рок музици